# Cornuspira
Cornuspira, en ocasiones erróneamente denominado Arcornuspirum, es un género de foraminífero bentónico de la subfamilia Cornuspirinae, de la familia Cornuspiridae, de la superfamilia Cornuspiroidea, del suborden Miliolina y del orden Miliolida. Su especie tipo es Orbis foliaceus. Su rango cronoestratigráfico abarca desde el Carbonífero hasta la Actualidad.

## Clasificación
Se han descrito numerosas especies de Cornuspira. Entre las especies más interesantes o más conocidas destacan:
- Cornuspira archimedis
- Cornuspira foliaceus

Un listado completo de las especies descritas en el género Cornuspira puede verse en el siguiente anexo.
En Cornuspira se han considerado los siguientes subgéneros:
- Cornuspira (Hemidiscus), aceptado como subgénero de Ammodiscus, es decir Ammodiscus (Hemidiscus), y como género Hemidiscus de la Familia Ammodiscidae
- Cornuspira (Hemigordius), aceptado como género Hemigordius de la Familia Hemigordiopsidae o de la Familia Hemigordiidae.